# کیکبال

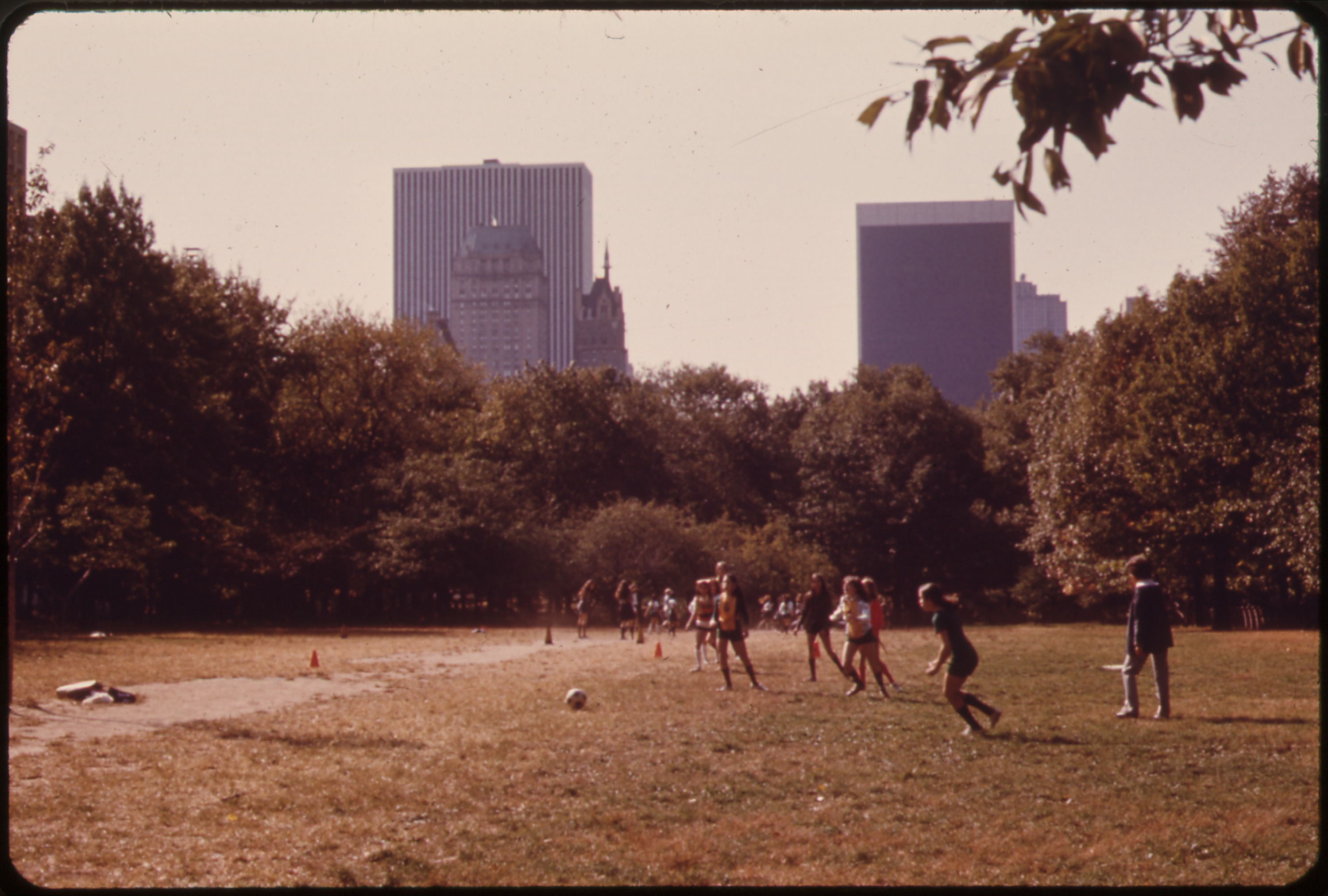
یک بازی کیکبال در سال ۱۹۷۳ در نیویورک

کیکبال (به انگلیسی: Kickball) ورزشی از دسته ورزش های امن پناه می‌باشد . قوانین این ورزش مشابه قوانین ورزش بیسبال است با این تفاوت که بازیکنان به جای ضربه زدن به توپ با دسته، باید این کار را با پای خود انجام دهند. این ورزش اولین بار در نیمهٔ اول قرن بیستم میلادی در ایالات متحده ی آمریکا بازی شد؛ همان طور که در مدرسه‌های این کشور توسط دانش آموزان انجام می‌شود و بسیار محبوب است. 